# Hội chứng gan thận
Hội chứng gan thận (thường được viết tắt là HRS) là một tình trạng y tế có khả năng đe dọa tính mạng, bao gồm suy giảm nhanh chóng chức năng thận ở những người bị xơ gan hoặc suy gan cấp. HRS thường gây tử vong trừ khi được ghép gan, mặc dù các phương pháp điều trị khác nhau, như lọc máu, có thể ngăn ngừa tiến triển của tình trạng này.
Hội chứng gan thận có thể ảnh hưởng đến những người bị xơ gan, viêm gan do rượu nặng hoặc suy gan và thường xảy ra khi chức năng gan suy giảm nhanh chóng do một sự tấn công bất ngờ như nhiễm trùng, chảy máu đường tiêu hóa trên hoặc lạm dụng thuốc lợi tiểu. HRS là một biến chứng tương đối phổ biến của bệnh xơ gan, xảy ra ở 18% số người trong vòng một năm sau khi chẩn đoán và 39% trong vòng năm năm sau khi chẩn đoán. Chức năng gan bị suy giảm được cho là gây ra những thay đổi trong tuần hoàn cung cấp cho ruột, làm thay đổi lưu lượng máu và trương lực mạch máu ở thận. Suy thận của HRS là hậu quả của những thay đổi trong lưu lượng máu, thay vì tổn thương trực tiếp đến thận. Chẩn đoán hội chứng gan thận dựa trên các xét nghiệm trong phòng thí nghiệm của những người dễ mắc bệnh này. Hai dạng hội chứng gan đã được xác định: HRS loại 1 kéo theo sự suy giảm tiến triển nhanh chóng của chức năng thận, trong khi HRS loại 2 có liên quan đến cổ trướng (tích tụ chất lỏng trong bụng) không cải thiện được với thuốc lợi tiểu tiêu chuẩn.
Nguy cơ tử vong trong hội chứng gan là rất cao; tỷ lệ tử vong của các cá nhân với HRS loại 1 là hơn 50% trong thời gian ngắn, như được xác định bởi loạt ca bệnh lịch sử. Lựa chọn điều trị lâu dài duy nhất cho tình trạng này là ghép gan. Trong khi chờ ghép, những người bị HRS thường nhận được các phương pháp điều trị khác giúp cải thiện các bất thường về trương lực mạch máu, bao gồm chăm sóc hỗ trợ bằng thuốc, hoặc đặt một shunt hệ thống nội sọ qua khớp (TIPS), một shunt nhỏ được đặt để giảm huyết áp tĩnh mạch cửa. Một số bệnh nhân có thể yêu cầu chạy thận nhân tạo để hỗ trợ chức năng thận, hoặc một kỹ thuật mới hơn gọi là lọc máu gan sử dụng mạch lọc máu với màng liên kết với albumin để liên kết và loại bỏ độc tố thường được gan loại bỏ, cung cấp phương pháp hỗ trợ gan ngoại bào cho đến khi ghép được.